# Stéphane Risacher
Stéphane Risacher (Moulins, Allier, Francuska, 26. kolovoza 1972.) je umirovljeni francuski košarkaš te osvajač srebrne olimpijske medalje na Olimpijadi u Sydneyju 2000. 

## Reprezentativni trofeji
- Srebro na Olimpijskim igrama u Sydneyju 2000.
- Srebro na juniorskom Svjetskom prvenstvu 2000.

## Klupski trofeji
- 1991. - prvenstvo francuske druge lige (JET Lyon)
- 1997. - prvenstvo francuske prve lige (PSG Racing)
- 1998. - MVP na ALL Star utakmici francuske lige
- 2001. - grčki doprvak ( Olympiakos Pirej BC)
- 2002. - grčki doprvak ( Olympiakos Pirej BC)
- 2002. - grčki kup ( Olympiakos Pirej BC)
- 2005. - španjolski kup Unicaja Malaga
- 2006. - prvenstvo španjolske prve lige: CB Murcia